# Kally Sambucini
Kally Sambucini (née Calliope Sambucini le 18 août 1892 à Rome et morte dans la même ville le 27 décembre 1969) est une actrice italienne du cinéma muet.

## Biographie
Kally Sambucini fut la compagne du réalisateur Emilio Ghione.

## Filmographie partielle
- 1915 : Za-la-Mort d'Emilio Ghione
- 1917 : Il triangolo giallo d'Emilio Ghione
- 1924 : Za-la-Mort d'Emilio Ghione

## Sources de la traduction
- (it) Cet article est partiellement ou en totalité issu de l’article de Wikipédia en italien intitulé « Kally Sambucini » (voir la liste des auteurs).